# Kudoa nova
Kudoa nova is een microscopische parasiet uit de familie Kudoidae. Kudoa nova werd in 1975 beschreven door Naidenova. 